# Jean-Henri Hassenfratz

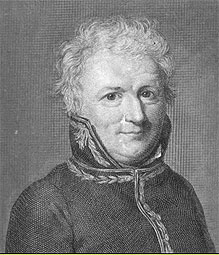
Jean-Henri Hassenfratz

Jean-Henri Hassenfratz (ur. 1755, zm. 1827) – francuski chemik, fizyk i polityk. Uczestnik rewolucji francuskiej. Był pierwszym profesorem fizyki na École polytechnique, politechnice paryskiej założonej w 1794 r.